# Герб Ессентуков
Герб городского округа города-курорта Ессентуки́ Ставропольского края Российской Федерации — опознавательно-правовой знак, составленный и употребляемый в соответствии с правилами геральдики, наряду с флагом являющийся официальным символом городского округа города-курорта как самостоятельного муниципального образования и отражающий исторические, культурные, социально-экономические, национальные и иные местные традиции.
Первый герб города Ессентуки разработан в 1995 году и официально утверждён решением городского Совета от 12 апреля 1996 года. Автор эскиза: художник В. Н. Хижняк.
В 2002 году был составлен новый проект герба города, который затем был доработан по рекомендации Геральдического совета при Президенте РФ и утверждён 3 апреля 2002 года Ессентукским городским Советом. Автор проекта: специалист управления архитектуры администрации города-курорта В. А. Охонько.
Третий по счёту герб города Ессентуки был утверждён 29 декабря 2004 года, после наделения муниципального образования статусом городского округа. Автор эскиза: художник А. И. Плужников. Геральдический совет при Президенте РФ выявил в изображении данного герба ряд нарушений правил геральдики и отказал в его регистрации.
В ходе взаимодействия с геральдическим советом при губернаторе Ставропольского края и администрацией Ессентуков А. И. Плужников разработал ещё один вариант герба. Откорректированная символика муниципального образования была утверждена 27 декабря 2005 года решением Совета города Ессентуки № 11. 19 мая 2006 года герб городского округа города-курорта Ессентуки был внесён в Государственный геральдический регистр Российской Федерации с присвоением регистрационного номера 2218.

## Описание и обоснование символики
Геральдическое описание (блазон) гласит:
Герб городского округа города-курорта Ессентуки представляет собой геральдический щит, разделённый узким серебряным диагональным крестом: верхняя и нижняя четверти — червлёные, боковые четверти — лазоревые. Поверх всего внизу — золотая чаша с бьющими из неё вверх золотыми водяными струями, обвитая обращённой золотой змеёй, сопровождённая вверху в червлени золотым летящим вправо орлом, держащим в лапах золотую булаву рукоятью влево.Решение совета города Ессентуки от 27 декабря 2005 года № 11
Орёл, несущий булаву (власть, великодушие), является символикой терского казачества, основавшего свою станицу на том месте, где впоследствии возник город Ессентуки. Чаша со змеёй олицетворяет справедливость, милосердие, силу и богатство. Серебро (металл) означает справедливость, невинность, чистоту. Финифти символизируют: лазурь — величие, красоту, ясность; червлень — храбрость.

## История

### Советский период
В 60-е годы XX века в СССР наметилось возрождение городской геральдики. Этот процесс нашёл отражение в периодической печати того времени. Так, в 1965 году газета «Известия» опубликовала статью В. Михайлова «Герб твоего города», в которой был поднят вопрос о необходимости создания гербов советских городов и, в частности, описывался опыт «Ленинградской правды», обратившейся к профессиональным художникам, скульпторам и всем желающим с предложением принять участие в разработке герба Ленинграда и организовавшей сбор эскизов символики города-героя. В Ставропольском крае примеру коллег последовала газета «Кавказская здравница», разместившая под точно таким же заголовком коллективное письмо, подписанное представителями общественности города Пятигорска. Авторы письма выступили с инициативой создания гербов (эмблем) Железноводска, Кисловодска, Ессентуков, Пятигорска и других городов-курортов, входящих в состав Кавказских Минеральных Вод, призвав читателей газеты высказать своё мнение по данному вопросу, а также направлять в редакцию рисунки и наброски будущих символов городов Кавминвод. Какой-либо поддержки со стороны представителей исполнительной власти городов-курортов это предложение тогда не получило.

### Новое время
В 1995 году, накануне официального утверждения герба Кавказских Минеральных Вод, руководство курортного региона рекомендовало городам и районам кавминводской группы начать разработку собственной символики. Вместе с Железноводском, Кисловодском и Лермонтовым в соответствующий процесс включился и город-курорт Ессентуки.

### Герб 1996 года
Первый герб Ессентуков был разработан в 1995 году авторским коллективом под руководством главы города В. П. Бондарева. Эскиз герба
исполнил художник В. Н. Хижняк. По замыслу разработчиков созданная ими символика должна была обеспечивать собирательный образ города, подчёркивая его основные исторические, экономические, природные и культурные особенности. В то же время этот герб получился очень похожим на символ другого города-курорта — Железноводска. Первоначально герб Ессентуков использовался городом неофициально и лишь 12 апреля 1996 года был утверждён депутатами городского Совета. В соответствии с принятым ими решением официальное описание данного герба гласило:
Герб города Ессентуки представляет собой геральдический щит, поделённый по горизонтали и вертикали на четыре части. Между частями образуется белый крест — элемент герба Ставропольского края, отображающий охранный символ и название края (Ставрополь — в переводе с греческого «ГОРОД КРЕСТА»). В правой верхней части размещён летящий золотой орёл с булавой на голубом фоне — символ герба Терского казачества. <…> В левой верхней части щита размещено золотое изображение здания грязелечебницы, которое является всемирно известным архитектурным памятником начала XX века. Построена в 1913—1915 гг. по проекту архитектора Шрёттера Е. Ф. <…> Справа внизу на красном фоне изображена золотая чаша с бьющими из неё струями минеральной воды. Минеральная вода принесла мировую славу городу-курорту Ессентуки. В левой нижней части щита на голубом фоне размещена эмблема медицины — золотое изображение змеи с чашей. Медицина является приоритетным направлением развития города-курорта.Решение Совета города Ессентуки от 12 апреля 1996 года № 21
В составе герба 1996 года также имелись дополнительные элементы: щит по бокам обрамлял венок из дубовых листьев, переплетённый лентой с цветовой гаммой Государственного флага Российской Федерации; над щитом на золотом фоне были помещены название города и цифры 1825 (дата основания Ессентуков).

### Герб 2002 года
В 2002 году по поручению мэра Ессентуков И. С. Стоянова был разработан новый проект городской символики, автором которого выступил специалист управления архитектуры администрации города-курорта В. А. Охонько. Исполненный им герб представлял собой щит, разделённый по диагонали справа-налево на два поля. В правом червлёном поле был помещён символ медицины — серебряная чаша с тремя струями, бьющими вверх, которую обвивала серебряная змея. В левом лазоревом поле — серебряный летящий, обращённый вправо орёл, державший в когтях атаманскую серебряную же булаву с золотым навершием.
По рекомендации Геральдического совета при Президенте Российской Федерации В. А. Охонько выполнил доработку данного герба, а также составленного на его основе флага. 3 апреля 2002 года откорректированные символы города-курорта были официально утверждены Ессентукским городским Советом. Описание нового герба Ессентуков выглядело следующим образом:
В разделённом начетверо червлёном и лазоревом поле поверх деления узкий серебряный крест, сопровождаемый вверху справа золотой чашей, обвитой обращённой змеёй того же металла, с тремя струями, бьющими из чаши вверх и влево; а вверху слева — золотым орлом, летящим вправо с воздетыми крыльями и несущим в лапах булаву того же металла, обращённую рукоятью влево.Решение Ессентукского городского совета от 3 апреля 2002 года № 34
Изображение чаши со змеёй указывало на специфику Ессентуков как города-курорта всероссийского значения. Три струи, бьющие из этой чаши, ассоциировались с тремя наиболее известными источниками минеральных вод — Ессентуки № 4, Ессентуки № 17 и Ессентуки № 20. Фигура орла с булавой олицетворяла казачество, с которым также была связана символика тинктур: красный цвет (червлень) символизировал кубанское казачество, лазоревый — терское.

### Герб 2004 года
При К. Б. Скоморохине, сменившем И. С. Стоянова на посту главы города, был разработан третий по счёту герб Ессентуков, эскиз которого исполнил художник А. И. Плужников. 29 декабря 2004 года данный герб и созданный на его основе флаг были приняты на заседании городского Совета, а решение от 3 апреля 2002 года № 34 признано утратившим силу. Герб 2004 года представлял собой «вилообразный разделённый геральдический щит, полускошенный слева и справа и полурассечённый». Его официальное описание гласило:
В верхней части щита на белом (серебряном) треугольном поле помещён летящий справа налево чёрный орёл с золотым оперением, обременённый клейнодом в виде булавы того же металла. Булава находится в когтях у орла и обращена влево вверх. Нижняя часть щита полурассечена по вертикали на равные части. Слева, на червлёном поле, помещён золотой эскулапов жезл, обвитый змеёй — символ медицины, составляющей главное назначение города как курорта и всесоюзной здравницы. Справа, на троекратно волнисто пересечённом лазоревом поле, три белых (серебряных) водных струи символизируют знаменитые своими лечебными свойствами местные источники: Ессентуки-4, Ессентуки-17, Ессентуки-20. Орёл, несущий булаву (власть, великодушие) является символикой терского казачества, основавшего свою станицу на месте нынешнего города. Золото (металл) символизирует справедливость, милосердие, силу и богатство. Финифти: лазоревый — величие, красоту, ясность. Червлень — храбрость.Решение Совета города Ессентуки от 29 декабря 2004 года № 140
Геральдический совет при Президенте Российской Федерации, куда были направлены документы для регистрации герба и флага города-курорта Ессентуки, выявил в изображениях этих символов ряд нарушений правил геральдики. В заключении экспертов, в частности, отмечалось, что трёхчастное деление щита представляется неоправданным, поскольку «оно допускается в тех случаях, когда населённый пункт образуется путём слияния трёх населённых пунктов, каждый из которых до слияния имел свой герб»; в верхнем поле щита «имеет место наложение металла на металл (золотой орёл помещён на серебряном фоне)»; орёл, вопреки геральдической традиции, изображён летящим влево; три серебряные водные струи «на самом деле служат знаками рек», а эскулапов жезл является «ведомственным общемедицинским символом».

### Современный герб
В ходе взаимодействия с Геральдическим советом и администрацией Ессентуков А. И. Плужников разработал новые варианты герба и флага, которые были утверждены решением Совета города третьего созыва от 27 декабря 2005 года № 11 «Об официальных символах городского округа города-курорта Ессентуки». В соответствии с указанным нормативно-правовым актом городской Совет отменил решения от 3 апреля 2002 года № 34 «О гербе и флаге города Ессентуки» (повторно) и от 29 декабря 2004 года № 140 «О гербе и флаге города Ессентуки».
Секретарь геральдической комиссии при губернаторе Ставропольского края Н. А. Охонько в своей книге «Символы малой родины» (2007) так описывал герб 2005 года:
В щите — серебряный нитевидный скошенный «андреевский крест», разделяющий поле на четыре четверти, верхняя и нижняя из которых червлёные, а боковые лазоревые. В верхнем червлёном поле летящий вправо серебряный орёл с золотой булавой в лапах… В нижнем червлёном поле — золотая чаша на высокой ножке, обвитая золотой же змеёй, обращённой влево…Н. А. Охонько «Символы малой родины»
В официальном геральдическом описании, согласно Положению о гербе муниципального образования городского округа города-курорта Ессентуки, вместо нитевидного скошенного креста был указан узкий диагональный крест.
19 мая 2006 года, после прохождения экспертизы в Геральдическом совете при Президенте Российской Федерации, герб и флаг Ессентуков были внесены в Государственный геральдический регистр РФ под номерами 2218 и 2219. При этом государственной Герольдией было рекомендовано заменить в описании этих символов словосочетание «диагональный крест» на «косой крест».
28 ноября 2006 года, рассмотрев представление главы города Ессентуки К. Б. Скоморохина о необходимости уточнения геральдического описания герба города Ессентуки и письмо Государственного герольдмейстера Российской Федерации от 3 августа 2006 года № А 62-2-302, Совет города принял решение внести изменение в описание герба, заменив слово «узкий» на «нитевидный». Решением Совета города-курорта Ессентуки четвёртого созыва от 29 апреля 2015 г. № 63 данное решение было признано утратившим силу.